# Таотаомона
Таотаомона, также Таотао Мо’на, таотаомо’на (чаморро: taotao — «человек/люди» и mo’na — «предшествуют», в вольном переводе как «доисторические люди» или «древние люди») — в верованиях аборигенов Микронезии: гигантские духи древних жителей, которые защищают горы и дикие места Марианских островов. Вера в таотаомона распространена на островах Рота, Сайпан, Тиниан и Гуам.

## История возникновения
С испанским завоеванием Гуама в XVII и XVIII веках и последующим разрушением старого образа жизни коренных чаморро исчезла и традиция почитания предков. Ранние испанские отчёты о чаморро не включали никаких упоминаний о таотаомона. Таким образом, концепция таотаомона, по-видимому, возникла во время испанской оккупации и была создана чаморро, которые «обращались к памяти своих доисторических предков, ища гордости и утешения». Современные истории о таотаомона, как правило, представляют собой простые суеверия, в которых таотаомона озорны или чудовищны, но не сложные мифы доконтактных чаморро, такие, как история сотворения богов Пунтан и Фу’уна или Три подвига вождя Гадао.

## Традиции почитания
Несмотря на отход большинства чаморро от традиционного уклада жизни, к таотаомона они по-прежнему относятся с уважением. Считается, что если их обидеть, они могут навредить определённому месту или конкретному человеку. Чаморро верят, что таотаомона обитают в любом уединённом природном месте на островах, особенно на юге, и живут внутри баньяновых деревьев, которые имеют движущиеся корни, каждую ночь меняющие направление. Местные жители и «традиционные» чаморро утверждают, что перед тем, как войти в джунгли или взять из них фрукты или древесину, необходимо попросить разрешения у таотаомона. Еще одно устойчивое суеверие — их неприязнь к беременным женщинам. Беременным женщинам чаморро советуют использовать духи или носить одежду своего мужа, чтобы замаскировать свой запах, и оставаться дома ночью, для того чтобы держаться от таотаомона подальше.
Некоторые таотаомона описываются как безумные и злобные (в том случае, если к ним или их месту обитания проявлено неуважение), в то время как некоторые считаются добрыми духами, которые помогают местным знахарям, называемым суруханами или суруханусами. Известно, что таотаомона щипают, бьют и похищают детей на короткие промежутки времени, а также могут имитировать их голоса. Чаморро также утверждают, что таотаомона могут привязываться к определённым людям, которые им нравятся, вызывая у них заболевания, и только посещение сурухана может заставить дух уйти.
Таотаомона были ошибочно изображены в выпуске телешоу Destination Truth под названием «Зомби Гуама» (кабельный канал Syfy Universal) в виде зомби.